# Новосёлки (Новосёлковский сельсовет, Ошмянский район)
Новосёлки (бел. Навасёлкі) — агрогородок в Ошмянском районе Гродненской области Белоруссии. Административный центр Новосёлковского сельсовета.

## География
Пролегает дорога Н-6329.

### Гидрография
Река Голянка.

## История
В XVI веке Новосёлки принадлежали к ключу князей Гольшанских. Позже имение перешло к Радзивиллам, владельцам близлежащих Жупран. Вероника Радзивилл (1754—?, дочь Казимира Радзивилла Рыбоньки и Анны из Мытельских) вышла в 1772 году за Станислава Франтишка Гуттен-Чапского, в результате чего его имущество в качестве приданого. Следующие владельцы были их потомки, среди них:
- Кароль Гуттен-Чапский

В результате административной реформы в годах 1565-1566 гг. Новосёлки стали частью Ошмянского уезда Виленского воеводства Речи Посполитой. После третьего раздела Речи Посполитой в 1795 году, деревня оказалась в составе Виленской губернии. По заключению Рижского мирного договора Новосёлки оказались в Польше, в составе Ошмянского уезда.
В 1905 году в Ошмянском уезде Куцевичской волости Виленской губернии.
С 1945 года — в СССР, начиная с 1991 года — в Республике Беларусь. С 1973 года центр сельсовета.
В 2009 году деревня Новосёлки преобразована в агрогородок.
В настоящее время в агрогородке есть: 2 магазина, школа, поликлиника, клуб, библиотека и баня.

## Население

### Численность
- 2009 год — 369 человек

### Динамика
- 1999 год — 318 человек (перепись населения)
- 2009 год — 396 человек (перепись населения)[3]

## Дворец Чапских
Адам Игнат Чапский построил огромный дворец в 1893 году. Он был сожжен во время Первой мировой войны.

Дворец был расположен примерно в 2 км (северо-запад) из деревни, он был окружен ландшафтным парком.
- Дворец Чапских
- Парк
- Двор усадьбы

## Культура
- Отдел культуры и досуга

## Достопримечательность
- Братская могила

## Галерея
- Братская могила